# Oliver Dowden

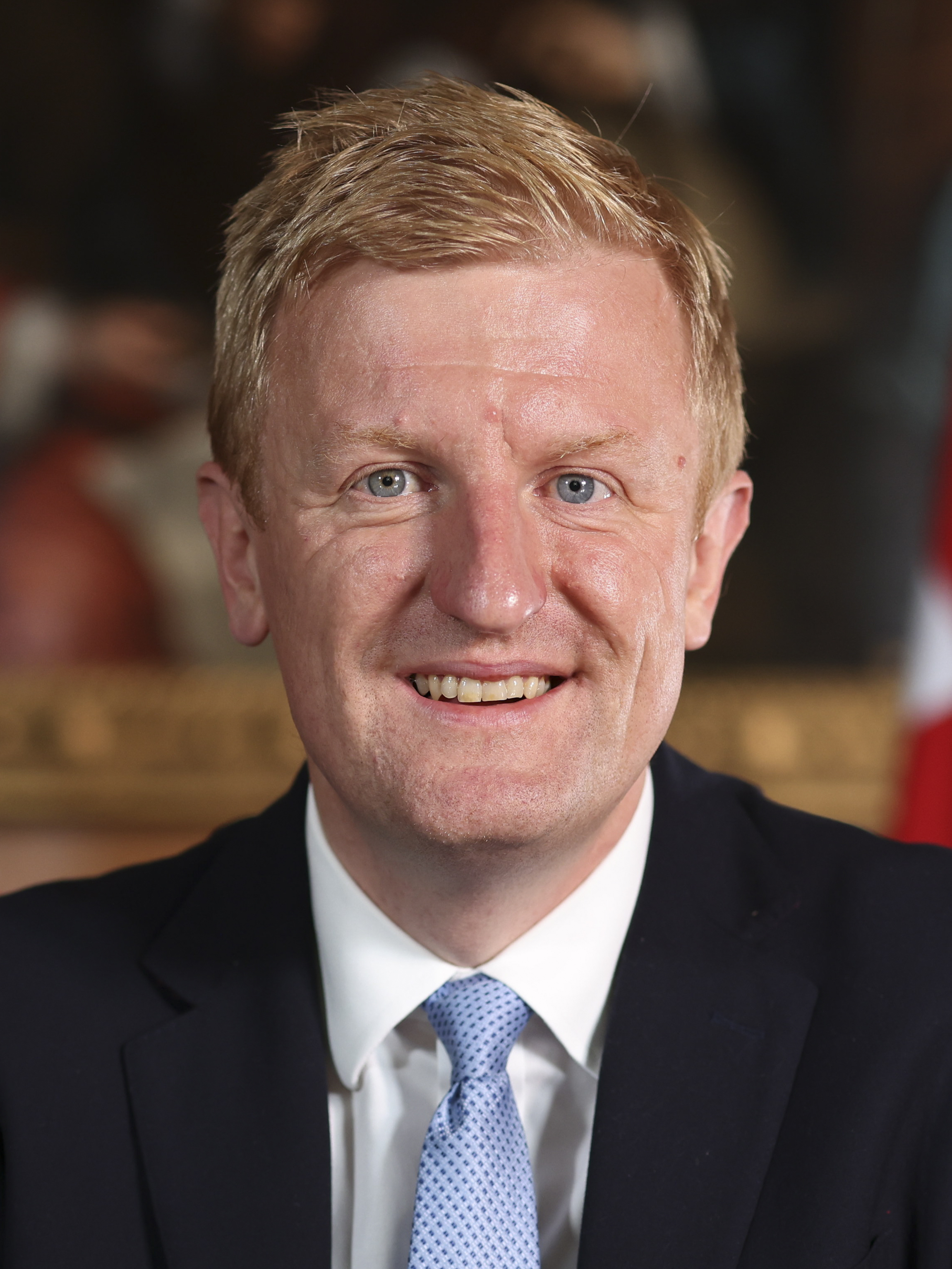
Oliver Dowden, 2021

Sir Oliver James Dowden KCB (* 1. August 1978 in Park Street, Hertfordshire, England) ist ein britischer Politiker der Conservative Party. Seit 2015 ist er Abgeordneter im House of Commons. Er war vom 13. Februar 2020 bis zum 15. September 2021 britischer Minister für Kultur, Digitales, Medien und Sport, anschließend bis zum 24. Juni 2022 Minister ohne Geschäftsbereich und Generalsekretär seiner Partei. Im Kabinett Sunak bekleidete er vom 25. Oktober 2022 bis Juli 2024 das Amt des Chancellor of the Duchy of Lancaster und war ab Januar 2023 zusätzlich Minister für das Cabinet Office. Am 21. April 2023 wurde er zusätzlich zum Vize-Premierminister ernannt. Seit Juli 2024 ist er stellvertretender Oppositionsführer.  

## Jugend und Privates
Dowden wuchs in Bricket Wood, Hertfordshire, auf und besuchte die Parmiter's School, bevor er an die Trinity Hall in Cambridge ging, wo er Jura studierte.
Er ist verheiratet und hat zwei Kinder.

## Karriere
Dowden trat 2004 dem Conservative Research Department, einer Talentschmiede für angehende Politiker der Conservative Party,  bei, wechselte 2007 zur PR-Firma Hill & Knowlton, bevor er 2009 als Mitarbeiter zu seiner Partei zurückkehrte.
Anschließend arbeitete er als Sonderberater und stellvertretender Stabschef von David Cameron, wo er die meiste Zeit für das „tägliche Krisenmanagement“ aufwendete. Dowden galt als Experte für die Angriffsformen der politischen Kommunikation, was zu Vergleichen mit Alastair Campbell führte.
Bei den Parlamentswahlen 2015 wurde er mit einer Mehrheit von 18.461 Stimmen zum Abgeordneten von Hertsmere gewählt.
Dowden war vor dem Referendum 2016 gegen den Brexit.
Im Januar 2018 wurde Dowden im Rahmen der Kabinettsumbildung von Theresa May zum Parlamentarischen Staatssekretär im Cabinet Office berufen.
Dowden wurde am 24. Juli 2019 vom neuen Premierminister Boris Johnson zum Staatsminister im Cabinet Office und Paymaster General und am nächsten Tag zum Mitglied im Privy Council ernannt.
Am 13. Februar 2020 wurde Dowden zum Minister für Digital, Kultur, Medien und Sport befördert und trat damit die Nachfolge von Nicky Morgan an, die aus dem britischen Kabinett zurückgetreten war. Bei der Kabinettsumbildung 2021 wurde Nadine Dorries seine Nachfolgerin. Er selbst wurde im Anschluss Minister ohne Geschäftsbereich und Generalsekretär seiner Partei. Am 24. Juni 2022 trat er nach einer Wahlniederlage von seinen Ämtern zurück.

## Ehrungen
Am 27. August 2015 wurde er  zum Commander of the Order of the British Empire (CBE) ernannt.

## Kabinette
- Kabinett Boris Johnson I
- Kabinett Boris Johnson II
- Kabinett Truss
- Kabinett Sunak